# Sent Ipolit de Caton
Sent Ipolit de Caton (en francès Saint-Hippolyte-de-Caton) és un municipi francès situat al departament del Gard i a la regió d'Occitània.